# Омон Ра
«Омон Ра» — роман Віктора Пелевіна, написаний у 1991 році.

## Сюжет
В творі розповідь ведеться від першої особи, в манері виховного роману. Головний герой Омон Кривомазов, що описує своє життя з раннього дитинства, народився в Москві у роки після Другої світової війни. Ставши юнаком він сповнився усвідомлення, що мусить позбутися тяжіння Землі, щоб звільнитися від вимог радянського суспільства і жорстких ідеологічних обмежень у державі. Після завершення школи, він одразу вступає до військового училища. Невдовзі Омон дізнається, що училище по суті не готує майбутніх пілотів, а натомість піддає курсантів низці зрадницьких випробувань, починаючи від ампутації обох ніг, таким чином учні можуть проявити радянський героїзм.
Специфіка військового училища ім. Олексія Маресьєва, описаного в книзі, є відсиланням до історії відомого радянського льотчика, який зазнавши аварії після повітряного бою був поранений, але зміг повернутися на радянську територію. У дорозі, яка тривала 18 діб, його стан погіршився, тому йому довелось ампутувати ноги нижче коліна. Маючи здавалося безнадійне бажання повернутися до кар'єри пілота, близько року він тренувався щоб опанувати свої протези, і у червні 1943 року зміг повернувся до польотів. В книзі, однак, перед навмисною ампутацією ніг, Омона і його друзів переводять з училища до надсекретного місця, що розташоване під головним управлінням КДБ, де їх починають готувати до «безпілотної» місії на Місяць. Курсантам повідомляють, що замість проектування, спорудження і запуску автоматичної ракети, партія віддає перевагу доручити людям, вихованим в «героїзмі», виконати під час польоту такі дії, як відділення ступенів ракети, коректування курсу космічного апарата тощо. 
Скоро Омон ніби справді має вирушити на Місяць, пристебнутий до свого місця в Луноході, яким він керуватиме як велосипедом на місячній поверхні. Під час останньої частини секретної космічної місії він має доставити у певну точку радіомаяк і ввімкнути його. Він зробив це, хоча його захист від вакууму і космічного холоду, коли він залишив герметичний Луноход, складався лише з бавовняної шинелі і «спеціальних гідрокомпенсаційних тампонів», закладених в ніс і вуха. Тим не менш, після встановлення радіомаяку, коли за планом настав час себе застрелити, його пістолет дав осічку, і він виявив, що знаходиться зовсім не на Місяці, а в закинутому тунелі метро, по якому він власне проїхав весь шлях за кермом Луноходу, старанно ігноруючи всі знаки, які могли йому дати зрозуміти де він насправді знаходиться. Скориставшись шансом він робить спробу втекти і дістається до однієї зі станцій московського метро.

## Назва роману
Назва роману, Омон Ра, утворена зі справжнього імені головного героя і обраного ним позивного. Ім'я Омона — узагальнене найменування російських міліцейських підрозділів і було дане йому батьком в надії, що воно приведе його до відповідного кар'єрного шляху. Ра — вказання на єгипетського бога Сонця, який має людське тіло і голову сокола. Омон обрав собі це прізвисько як відображення своїх прагнень. Разом ці імена демонструють зв'язок між мрією головного героя літати і необхідністю бути прийнятим до російських військ, щоб здійснити її.

## Переклади
Англійською мовою у перекладі Ендрю Бронфілда роман вийшов:
- 1998 — у видавництві New Directions (Нью-Йорк)[1],
- 2002 — у видавництві Faber & Faber (Лондон)[2].

## Нагороди
- 1993 — літературна премія «Інтерпрескон» (в категорії середня форма)[3].
- 1993 — літературна премія «Бронзовий равлик» (в категорії середня форма)[3]